# Brasão do Paraná
O Brasão de Armas do Paraná é o emblema heráldico e um dos símbolos oficiais do estado brasileiro do Paraná. É, juntamente com a bandeira, o hino e o sinete, um dos quatro símbolos oficiais do estado do Paraná.

## História
Alfredo Emílio Andersen executou projeto para o Brasão de Armas do Estado do Paraná, desenho que se encontra anexo à lei nº 904 de 21 de março de 1910. O brasão foi modificado várias vezes, porém a figura do ceifador, idealizado por Andersen, continuou permaneceu presente desde então. O atual brasão foi estabelecido na mesma data da bandeira, 31 de março de 1947, e pelo decreto-lei nº 5.713, de 27 de maio de 2002, após a decisão declaratória de inconstitucionalidade formal pelo Tribunal de Justiça do Estado do Paraná da Lei Complementar n.º 52, de 24 de setembro de 1990.

## Descrição heráldica
Formam o Brasão de Armas paranaense um escudo português apresentando um campo vermelho, cor das terras férteis setentrionais do estado, onde a figura de um lavrador cultiva o solo. Acima deste, um sol nascente, que simboliza a liberdade, e três picos simbolizando a grandeza, a sabedoria, e a nobreza do povo, bem como, os três planaltos paranaenses: o Oriental ou de Curitiba; o Central ou dos Campos Gerais; o Ocidental ou de Guarapuava.
Servindo como suporte para o brasão, estão dois ramos verdes. À direita, o pinheiro-do-paraná e à esquerda, a erva-mate.
No brasão aparece como timbre a figura de uma harpia (Harpia harpyja) que encontrou no estado condições para se reproduzir naturalmente, estando hoje considerado pela IUCN como uma espécie quase ameaçada.

### Cores
O manual de identidade visual da marca do governo do Paraná especifica as seguintes cores para feitura do brasão:
|  | Cor              | sRGB (hexadecimal)  | CMYK         | Pantone |
|  | ---------------- | ------------------- | ------------ | ------- |
|  | goles (vermelho) | 237/29/36 (ed1d24)  | 0/100/100/0  | 485 C   |
|  | blau (azul)      | 0/114/188 (0072bc)  | 0/0/100/0    | 7461 C  |
|  | sinople (verde)  | 0/152/74 (00984a)   | 100/0/100/10 | 7382 C  |
|  | ouro (amarelo)   | 255/244/80 (fff450) | 0/0/80/0     | 191 C   |
|  | sable (preto)    | 0/0/0 (000000)      | 0/0/0/100    | Black C |

## Cronologia de símbolos anteriores
Durante o Império, o único brasão utilizado pelas Províncias era o Brasão Imperial. Com Proclamação da República os Estados adquiriram o direito de constituir seus próprios Brasões de Armas.

### Proposta de 1891
Com a proposta de criação da primeira Bandeira do Estado, foi também sugerido a criação de um Brasão de Armas. Entanto, a proposição não foi aprovada.
Descritivo:

O campo e o fundo são formados pelos bellissimos panoramas naturaes do Paraná, isto é, apresentão o salto do Iguassú e a cascata das Sete Quedas. Ao oriente vê-se o Sol no horisonte e o nosso grande servo (typo idêntico ao da rhena e rangifer do norte da Rússia e da Islândia) saudando o Sol que nasce sobre as nossas magestosas mattas de pinheiraes e hervaes (typos de nosso principal ramo de indústria) e cortando o espaço, o nosso belo pássaro-Arara. Alem destes typos principaes de nossa fauna, vê-se sobre nossas campinas e próximos à margem dos rios - o boi, o carneiro e o cavallo, representando a nossa indústria pastoril. Destacam-se também o Cruzeiro do Sul, assignalando o sistema republicano que rege o nosso Estado. Na falha ou no círculo lê-se - República Brazileira - Estado do Paraná.

### 1892

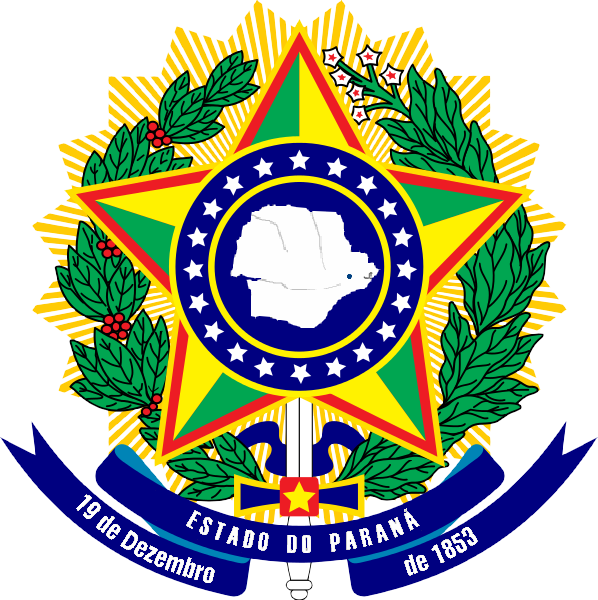
Brasão de 1892.

Pela Lei nº 456, de 29 de março de 1892, foi adotado uma versão do Brasão de Armas da República.
Descritivo:

Escudo redondo em campo blau, o relevo do Estado do Paraná em prata, com a indicação da Capital - Curytiba; bordadura do campo perfilada de ouro, carregada de vinte e uma estrelas de prata. O escudo fica pousado numa estrela partida-gironada de dez peças de sinople e ouro, bordada de duas tiras, a interior de goles e a exterior de ouro, guardas de blau, salvo a parte do centro que é de goles e carregado de uma estrela de prata, figura sobre uma coroa formada de um ramo de café frutificado, à destra, e de outro de fumo florido, à sinistra, ambos da própria cor, atados de blau ficando o conjunto sobre um resplendor de ouro, cujos contornos formam uma estrela de vinte pontas. Em listel de blau, sobre os punhos da espada, inscreve-se em ouro a legenda ESTADO DO PARANÁ, no centro, e ainda as expressões 19 DE DEZEMBRO, na extremidade destra, e DE 1853, na sinistra.

### 1905
Pela Lei nº 592, de 24 de março de 1905, o brasão anterior foi modificado.
Descritivo:

As Armas do Estado serão as mesmas até aqui adoptadas sendo porém de cores verde e branca o plano do polygono estrelado e circundado este por uma grinalda formada de dois ramos de matte e pinheiro, sendo de cor branca a irradiação que faz fundo ao escudo.

### 1910
Pela lei estadual nº 904, de 21 de março de 1910 foi criado um novo brasão, com autoria do pintor Alfredo Andersen.
Descritivo:

a) O lavrador, ceifando a messe farta, colocado no primeiro plano do campo do escudo, assinala com precisão o carácter do nosso meio étnico e econômico, e representa as inclinações naturais do nosso tempo e da nossa raça, retemperada pela colonização;
b) A orla de pinheiros, esfumada no segundo plano do escudo, dá a ideia da extensão da nossa natureza vegetal;
c) A cordilheira marítima, limitando o horizonte, diz sobre a natureza do solo, variado por divisões de altitudes que lhe são características;
d) O sol nascente é o simbolo illuminado de uma grandeza que surge, de um futuro que se ergue promissor e fecundo;
e) O falcão paranaense, pairando proctoralmente sobre o escudo, ao passo que representa o mais galhardo exemplar da nossa avifauna, condiz com o pensamento adoptado universalmente para a representação simbolica que põe nas azas condoreiras as humanas inclinações para a liberdade;
f) As grinaldas de pinho e matte, emfim, que contornam a parte inferior do escudo, definem as preocupações industriaes da actualidade, que fazem a riqueza econômica do Estado.

O brasão adotado era constituído por um francês com orelhas no topo, e bordadura. Nenhuma informação de cores ou esmaltes é especificado na lei.

### 1923-1947
Durante a década de 1920 e 1930, houve um movimento político que promovia a supressão dos símbolos estaduais e municipais em favor dos símbolos nacionais. O então presidente do Paraná, Caetano Munhoz da Rocha, era um de seus adeptos e, em 15 de março de 1923, instituiu a lei nº 2.182, que revogou o artigo 12 das Disposições Transitórias da Constituição de 7 de abril de 1892, substituiu assim a bandeira paranaense pela bandeira nacional. Em um reportagem de dezembro de 1925 de O Dia, afirmava que o brasão de armas de estado já havia sidos substituído pelo brasão nacional. Apesar disso, o brasão do Paraná instituído em 1910 continuou a ser utilizado nas estampilhas fiscais do estado entre 1913 e 1938.
Em 1933, Clóvis Ribeiro em seu livro Brazões e Bandeiras do Brasil menciona que o Paraná adotara um novo brasão há pouco tempo, mas não faz menção a lei, nem a sua descrição.
Já na Constituição Estadual de 16 de maio de 1935, o artigo 132 especificava que "O estado do Paraná adota, como seus, a bandeira, o hino, o escudo e armas nacionais".

### 1947

Brasão do Paraná (1947-1990).

A Constituição Federal de 1946 restabeleceu a autonomia dos Estados, permitindo que fosse reinstituído. Assim, o brasão foi reestabelecido pelo decreto nº 2.457, de 31 de março de 1947, porém, com um novo desenho.
Descritivo:
O escudo tem ao centro um Lavrador, que é a representação expressiva de nossas condições mesológicas historicamente demonstradas na destinação de nossa atividade agrícola. Como timbre, tem o escudo o falcão Nhapecani, Thrasactus harpya, L., que von Iherting diz ser "a maior águia da América, que seria bem digna de figurar nas armas do Brasil". Era o totem dos guaranis. Sua presença nas aldeias propicia a sorte das tribos. Sob as azas abertas do falcão, tem o escudo as Montanhas agrupadas em três picos, significando os três terraços do planalto paranaense — o Oriental de Curitiba, o Central de Campos Gerais e o Ocidental de Guarapuava - e ao mesmo tempo lembrando e simbolizando as três raças de nossa formação étnica. Ao fundo o sol que é o símbolo americano. Nele e desde a mais remota antiguidade ameríndia, os povos do Novo Mundo vêm homenageando a fonte da vida e representando os nossos ideais a grandeza e a cultura e para as nossas conquistas o incitamento e o brilho. De um lado e de outro do escudo, dois ramos de mate e pinho, representativos das nossas riquezas naturais. O campo do escudo é vermelho, tendo em chefe de azul os três picos em prata e o sol em ouro.

### 1990

Brasão do Paraná (1990-2002).

Em 1988 foi criada um comissão visando corrigir as imprecisões no descritivo e na heráldica os símbolos paranaenses, sendo que em 1990 foi redefinido o brasão pela Lei Complementar nº 52, de 24 de setembro de 1990. Por meio do artigo 6 dessa lei complementar, o brasão de armas passava a ser aquele instituído pela Lei nº 904, de 21 de março de 1910 com as modificações constantes no Decreto-Lei n° 2.457, de 31 de março de 1947 e com as alterações da lei complementar em questão.
Descritivo:

O Brasão de Armas é constituído de um escudo português, trazendo em campo de sinopla a figura de um semeador de argenta em posição de trabalho; em chefe cosido de blau, um sol nascente de ouro, acompanhado de três montes de argenta.
Como timbre, a figura de uma Harpia Harpyja Linnaeus, 1758, de argenta, pousada estendida e com a cabeça de frente, voltada para a sua destra.
Como suportes, à destra um ramo de erva-mate Ilex paraguariensis Saint Hilaire frutificado de sable e à sinistra, um ramo de pinheiro-do-paraná Araucaria angustifolia (Bertoloni) Otto Kuntze, cruzados em ponta.

### 2002

Brasão do Paraná (2002-atualmente).

Em 2002, após uma decisão de inconstitucionalidade pelo Tribunal de Justiça do Estado do Paraná (ADIN 15494), foi restabelecido o brasão de 1947 por meio do Decreto estadual 5713.